# Résident de France à Wallis-et-Futuna
Le résident de France à Wallis-et-Futuna représente l'administration française sur les îles de Wallis et Futuna, dans l'océan Pacifique, durant le protectorat de Wallis-et-Futuna de 1887 à 1961. 
La plupart des résidents restent pendant quelques années sur ce territoire où le pouvoir est partagé entre les rois coutumiers, la mission catholique, l'administration française et les commerçants. Les prérogatives et les conditions d'exercice des premiers résidents sont très réduites au début du protectorat, puis se renforcent en 1905 avec l'arrivée du premier médecin-résident. Certains tentent d'étendre leur pouvoir, comme Jean-Joseph David (1933-1938) qui prend la place du roi de Wallis et lance des grands travaux à marche forcée. Pendant la Seconde Guerre mondiale, l'évêque Alexandre Poncet convainc le résident Léon Vrignaud de rester fidèle au régime de Vichy. Arrêté par les forces françaises libres, Vrignaud est remplacé par un résident gaulliste en 1942. À partir de 1948, les résidents sont des administrateurs de la France d'outre-mer. Pierre Fauché est le dernier résident du protectorat qui est transformé en territoire d'outre-mer en 1961, à la suite du référendum de 1959 et des mutations socio-économiques que connait l'archipel.
Le résident habite à Wallis et ne visite Futuna que quelques jours par an ; c'est un missionnaire qui est officiellement chargé de le représenter sur cette île. Il est assisté d'un chancelier, qui fait également office d'opérateur radio à partir des années 1930, et d'interprète : les langues locales sont le wallisien et le futunien et les habitants ne parlent pas le français. Jusqu'en 1910, le résident dépend officiellement du gouverneur de Nouvelle-Calédonie. Tout au long du protectorat, les liens administratifs et politiques avec Nouméa sont importants. Le résident de France à Wallis-et-Futuna Il a pour rôle d'assurer l'ordre public, de conseiller les rois et de contrôler le budget. Il valide l'élection des rois coutumiers (qui sont choisis par les familles royales), ce qui occasionne parfois des crises politiques. Les résidents mettent également en place des cultures d'exportation, en premier lieu le coprah, afin de réaliser des rentrées fiscales pour le protectorat.

## Historique
Le protectorat de Wallis-et-Futuna est créé en 1887 à Wallis et étendu à Futuna l'année suivante à la demande des rois coutumiers, influencés par les missionnaires maristes inquiets de l'influence protestante et britannique dans cette région du Pacifique.

### Débuts du protectorat (1888-1905)
Le premier résident, Antoine-Marius Chauvot, arrive en 1888. Ses conditions de vie sont assez précaires : il n'a pas de logement de fonction et sa maison est inondée à la suite de tempêtes. Pour le géographe Jean-Claude Roux, « il [fait] plus figure d'explorateur que de fonctionnaire ». Ses successeurs se plaignent également des mauvaises conditions de vie. L'isolement, la difficulté des communications avec la Nouvelle-Calédonie et le manque de moyens fait que l'administration française est très limitée, Roux évoquant un « protectorat non administré ». L'administration coloniale française enjoint aux résidents de mettre en place une fiscalité locale pour financer le protectorat, mais cela est difficile à cause des réticences de la chefferie wallisienne. Une taxe sur l'exploitation du coprah est « péniblement obtenue » en 1896 et le protectorat continue à être financé par le budget de la Nouvelle-Calédonie. En 1902, le gouverneur Paul Feillet envisage même de supprimer le poste de résident pour le confier à un missionnaire. Pour Jean-Claude Roux, la faiblesse de l'administration à Wallis-et-Futuna montre le faible intérêt du territoire pour la France et l'absence de projet de colonisation[réf. souhaitée].
Le budget du protectorat s'établit à 12 500 francs en 1908 ; les recettes de la mission catholiques atteignent le double, en raison des amendes payées par la population à l’Église en cas de non respect des règles (absence à la messe...), les dons, quêtes et offrandes, ainsi que l'export du coprah (la mission reçoit les bénéfices de plusieurs propriétés). Les églises construites au XIXe siècle dans l'ensemble de l'île sont construites par la population, les matériaux et la main d’œuvre étant fournis par les villageois au titre des travaux collectifs obligatoires (fatogia). Cette situation privilégiée contraste fortement avec les débuts de la mission dans les années 1840.

### L'affirmation des résidents (1905-1942)
Pierre-Élie Viala arrive en 1905 : c'est le premier médecin-résident. Les enjeux internationaux ne sont plus les mêmes : les Tonga sont passées sous contrôle britannique et les Samoa sous contrôle allemand, la France peut donc se permettre de renforcer son influence sans risquer de froisser les autres puissances européennes.

### Seconde guerre mondiale
La Seconde guerre mondiale marque le renforcement de la résidence. En 1942, une force de police indépendante est créée.

### Fin du protectorat
Le protectorat prend fin le 29 juillet 1961 : Wallis-et-Futuna devient un territoire d'outre-mer, comme l'a approuvé la population lors du référendum de 1959. Pierre Fauché est le dernier résident, il accompagne ces changements institutionnels et part le 9 juillet 1961. Par la suite, l’État est représenté par un administrateur supérieur qui a le rang de préfet.

## Fonctions

### Caractéristiques
Les résidents restent sur l'île en moyenne quatre ans, contrairement à la mission catholique qui est présente sur le long terme. En 1906, un accord signé avec le Lavelua prévoit que le résident soit également un médecin, membre du corps de santé colonial.

#### Résidence

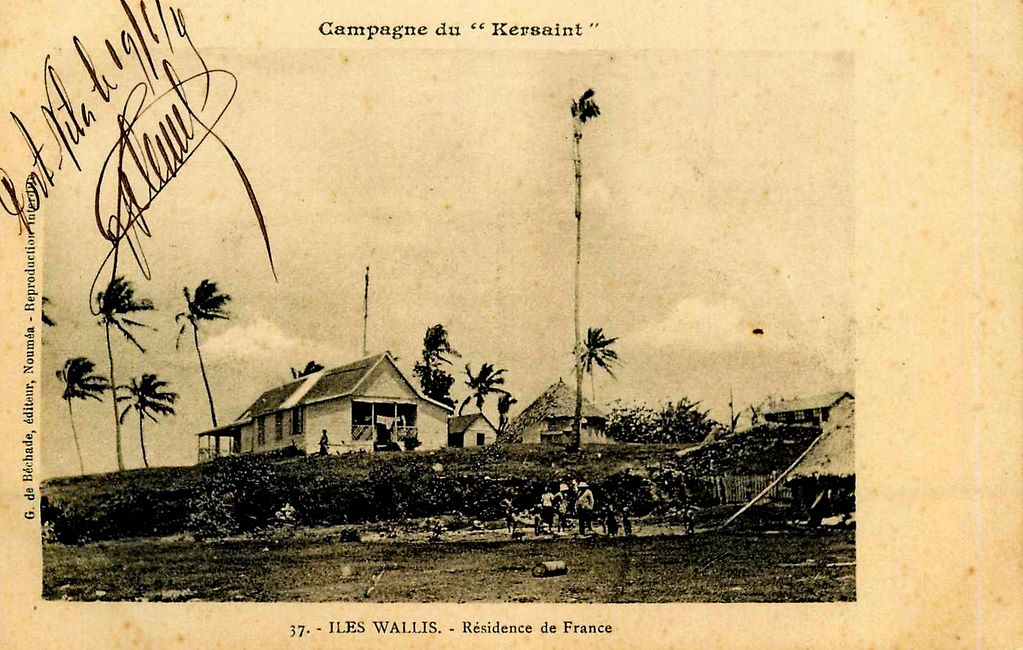
La résidence de France à Wallis au début du XXe siècle (entre 1904 et 1909).

Lors de la signature du protectorat, un terrain est prêté par la reine Amelia Tokagahahau à l'administration française (le droit coutumier wallisien interdit la vente d'un terrain : seul un droit d'usage peut être concédé). Le second résident, Henri de Keroman, se montre très déçu de l'endroit : « à trois kilomètres du village, méchant sentier et à pic. Arrivée à une maison en bois au milieu des brousses sur une montagne où on ne peut rien cultiver et sans eau ». Son successeur Valsi critique également la « misérable maison en bois vermoulu avec un toit enfeuillages, trop misérable à côté des beaux presbytères en pierre de la mission ». Le manque de rentrées fiscales provoquent le mécontentement du gouverneur de Nouvelle-Calédonie, qui refuse de financer un nouveau bâtiment en 1900.
En 1904, le capitaine Adigart, de l'aviso Protet, fait faire construire une maison en dur avec l'appui du roi afin de remplacer le bâtiment de bois initial.

#### Communications
Le résident est secondé par un chancelier et opérateur radio (la radio arrive en 1930), qui assure les communications avec l'extérieur, en particulier la Nouvelle-Calédonie. Au début des années 1930, ce poste est occupé par Alexis Bernast, qui finit par s'intégrer dans la société wallisienne et à jouer un rôle dans les affaires locales[réf. nécessaire]. Avant l'arrivée de la radio, les communications avec l'extérieur sont plus lentes et sont transmises par bateaux (soit des navires de guerre visitant périodiquement le territoire, soit des navires de commerce).

#### Lien avec Futuna
Le résident habite à Wallis (avec son chancelier) et ne visite Futuna que quelques jours par an : les Futuniens sont donc plus autonomes, mais également plus délaissés par l'administration française en cas de besoin. Pour pallier le manque de moyens humains, le résident confie à un missionnaire le rôle de délégué. Un religieux joue donc le rôle de seul fonctionnaire de l'île. Cette situation se poursuit jusqu'aux années 1960, l'administration ne s'installant à Futuna qu'en 1959. Trois prêtres seulement se succèdent entre 1881 et 1957. Le géographe Jean-Claude Roux qualifie la période 1881-1938 d'« extraordinaire stabilité », avec de bonnes relations entre les résidents et le délégué. Toutefois, la nomination du père Cantala en 1938 introduit un changement : il se montre, d'après Roux, « porteur d'un militantisme religieux exclusif et passéiste comme d'un esprit anti-administration ».
| Date      | Nom                    |
| --------- | ---------------------- |
| 1881-1906 | Père Queblier          |
| 1906-1938 | Révérend père Haumonte |
| 1938-1957 | Père Cantala           |

### Prérogatives
Le résident de France à Wallis-et-Futuna a pour rôle d'assurer l'ordre public, de conseiller les rois et de contrôler le budget. Toutefois, dans une société de don et contre-don, où les échanges monétaires sont extrêmement faibles, l'affirmation du pouvoir passe par la distribution de biens ostentatoires (nattes, cochons...) lors de grandes cérémonies coutumières. Le résident a donc un pouvoir très limité et se borne alors à conseiller les rois et à gérer la vingtaine d'occidentaux présents sur Wallis - les missionnaires et les marchands.
Jusqu'en 1909, le protectorat dépend administrativement et fiscalement de la Nouvelle-Calédonie. Le résident dépend donc du gouverneur de Nouvelle-Calédonie ; il est également tributaire du capitaine du navire de guerre qui rend visite périodiquement à Wallis, « bras d'appui et d'exécution si nécessaire de l'autorité coloniale ». Wallis et Futuna représentent des îles lointaines et méconnues du gouvernement français en métropole, « sans grand intérêt », ce qui explique qu'elles soient relativement délaissées.

## Critiques
Si certains résidents comme Jean-Joseph David mettent en avant leurs réussites, le gouverneur de Nouvelle-Calédonie Georges Parisot se montre en 1947 très critique à l'égard de la présence française : « notre système d'administration de cet archipel est absolument périmé [...] qu'avons-nous fait pour ces indigènes en soixante ans de protectorat ? exactement rien, sinon un hôpital où la pluie passe par le toit [et] très souvent sans médicaments ». Jean-Claude Roux abonde en son sens : « l'administration coloniale n'a longtemps été qu'une pâle figurante, sans moyen, sans doctrine, devant improviser à chaque crise ». Roux estime même que « pendant près de cinquante ans, de 1888 à 1933,  les pouvoirs coloniaux de la France à Wallis et Futuna furent impuissants à décider, à agir et à contrôler ».

## Liste des résidents de Wallis-et-Futuna
La liste des résidents de Wallis et Futuna de 1887 à 1942 est donnée par Jean-Claude Roux dans son ouvrage de 1995. Les dates données sont celles d'entrée en fonction ; la plupart des résidents sont nommés plusieurs semaines ou mois avant leur prise effective de fonction.
| Date                                 | Nom                                            | Commentaire |
| ------------------------------------ | ---------------------------------------------- | --- |
| 20 juin 1887 - 1er mars 1892         | Antoine Marius Chauvot                         | Premier résident du protectorat. |
| 1er mars 1892 - 8 décembre 1893      | Henri Valentin Dodun de Keroman                | Réussit à se faire muter à Nouméa. |
| 8 décembre 1893 - 10 février 1896    | M. Valsi                                       | Résident par intérim. |
| 10 février 1896 - 27 mai 1898        | Henri Lefebvre de Sainte Marie                 | « amer et découragé, [il] demanda un autre poste ». |
| 27 mai 1898 - 20 novembre 1902       | Étienne Joseph Ponge                           | Administrateur stagiaire. Reste 18 mois |
| 20 novembre 1902 - 14 mars 1905      | Édouard Chaffaud                               | |
| 14 mars 1905 - 31 juillet 1909       | Pierre Élie Viala                              | Premier médecin résident, il marque le début de l'affirmation de l'administration française. Un traité en 1909 règle l'organisation financière et administrative de Wallis-et-Futuna : le gouverneur de Nouvelle-Calédonie est dépositaire des pouvoirs de la République française et y est représenté par un résident. |
| 31 juillet 1909 - 31 mars 1911       | Victor Jean Brochard                           | Provoque une crise. Obligé de quitter Wallis en 1910 mais y revient en avril 1912. Signe un traité en 1910 qui renforce les pouvoirs du résident. Tente de faire annexer le territoire, projet finalement refusé en 1924.                                                                                               |
| 31 mars 1911 - avril 1912            | Louis Bougé                                    | Résident par intérim pendant l'absence de Brochard |
| avril 1912 - mars 1914               | Victor Jean Brochard                           | Revient à Wallis après y avoir été éloigné |
| mars 1914 - juin 1916                | Edouard-Victor Magnien                         | |
| juin 1916 - 29 décembre 1921         | Georges Mallet                                 | Interprète et chancelier de la résidence. Il est résident par intérim de janvier à mars 1914, avant de prendre la suite de Magnien en 1916 |
| 29 décembre 1921 - 12 octobre 1924   | Gaston Marius Bécu                             | Résident par intérim, est titularisé le 15 avril 1922 |
| 12 octobre 1924 - 24 mars 1928       | Georges Charles Paul Barbier                   | Médecin-major. |
| 24 mars 1928 - 26 mai 1931           | M. Marchat                                     | Médecin-capitaine. |
| 26 mai 1931 - 16 septembre 1933      | M. Renaud                                      | Le chancelier Alexis Bernast est nommé par intérim en juin 1933 |
| 16 septembre 1933 - 12 janvier 1938  | Jean-Joseph David                              | Médecin-capitaine. Surnommé « le roi David », il prend la place du Lavelua dans les affaires coutumières et cherche à moderniser Wallis à marche forcée, imposant des travaux collectifs pour construire les infrastructures de l'île.                                                                                  |
| 12 janvier 1938 - juin 1940          | M. Lamy                                        | Médecin-lieutenant |
| juin 1940 - 27 mai 1942              | Léon Émile Marie Prosper Jacques Vrignaud (de) | Résident durant la Seconde Guerre mondiale, il refuse de se rallier à la France libre. Il est arrêté lorsque les FFL prennent possession de Wallis le 27 mai 1942 et est remplacé par le médecin capitaine Jean-Baptiste Mattei.                                                                                        |
| 27 mai 1942 - 7 décembre 1944        | Jean-Baptiste Mattei                           | Médecin-capitaine. Résident durant la présence de l'armée américaine à Wallis. |
| 7 décembre 1944 - 22 octobre 1946    | Robert Maxime Charbonnier                      | Médecin. Doit réorganiser la société wallisienne après le départ des Américains. |
| 22 octobre 1946 - 27 janvier 1947    | M. Fargis                                      | Médecin de marine, résident par intérim. |
| 27 janvier 1947 - 1er janvier 1949   | Marcel Alexandre Chomet                        | Médecin-commandant. |
| 1er janvier 1949 - 26 septembre 1951 | Michel Cresson                                 | Administrateur de la France d'outre-mer |
| 26 septembre 1951 - 11 juillet 1953  | Jean Folie Desjardins                          | Administrateur de la France d'outre-mer. En novembre 1951, une crise éclate aussi à Alo. Le roi est destitué. Deux prétendants s'opposent cependant pour la couronne. Le résident Desjardins se rendit sur l'île par bateau accompagné d’une dizaine de militaires pour calmer les tentions.                            |
| 11 juillet 1953 - ?                  | M. Charles André                               | |
| ?-2 août 1958                        | Trucy                                          | Médecin commandant, il est résident par intérim. |
| 2 août 1958 - 9 juillet 1961         | Pierre Fauché                                  | Dernier résident avant le passage au statut de territoire d'outre-mer. |

## Dans la littérature
L'histoire du résident Léon Vrignaud à Wallis durant la Seconde Guerre mondiale est racontée de façon romancée dans le livre de François Robin, Le résident d'Uvéa (roman), Paris, L'Harmattan, coll. « Lettres du Pacifique », 2012, 202 p. (ISBN 978-2-296-99627-4, présentation en ligne).